# Centaurea obtusifolia
Centaurea obtusifolia là một loài thực vật có hoa trong họ Cúc. Loài này được (Boiss. & Hausskn.) Wagenitz mô tả khoa học đầu tiên năm 1963.